# Chełpa
Chełpa (niem. Helpe) – wieś w Polsce położona w województwie zachodniopomorskim, w powiecie choszczeńskim, w gminie Choszczno. W latach 1975–1998 miejscowość administracyjnie należała do województwa gorzowskiego. W roku 2007 wieś liczyła 42 mieszkańców. Wieś wchodzi w skład sołectwa Wardyń.

## Geografia
Wieś leży ok. 2,5 km na północ od Wardynia, ok. 2 km na północ od drogi wojewódzkiej nr 175.

## Zabytki
Do wojewódzkiego rejestru zabytków wpisane są:
- kościół filialny pod wezwaniem Matki Boskiej Częstochowskiej, z XV/XVI wieku, wieża z połowy XIX wieku, nr rej.: A-548 z 16.02.2010,
- dawny przykościelny cmentarz ewangelicki, z XIX wieku, nr rej.: j.w.
- ogrodzenie, murowano-kamienne z bramą, z połowy XIX wieku, nr rej.: j.w.